# Hits! - Their 20 Greatest Songs
A Collection of Roxette Hits: Their 20 Greatest Songs! is het vierde verzamelalbum van Roxette. Het album is uitgegeven op 18 oktober 2006 door EMI, ter ere van het twintigjarig jubileum van de Zweedse popgroep. Speciaal daarvoor zijn twee nieuwe singles geschreven, namelijk One Wish en Reveal, welke respectievelijk zijn uitgebracht in 2006 en 2007.
Tevens is er een speciale bonuseditie met dvd waarop alle bijbehorende videoclips te zien zijn.
Dat Roxette ook in 2006 nog altijd veel fans heeft blijkt uit het feit dat dit album in verschillende landen hoog in de hitparades stond.

## Tracklist
Op de in Spaanstalige gebieden uitgebrachte versie van dit album is A Thing About You vervangen door No sé si es amor (It Must Have Been Love).

| 1.                 | One Wish (opgenomen in 2006)                 | 03:01 |
| 2.                 | The Look                                     | 03:56 |
| 3.                 | Dressed for Success (Chris Lord-Alge Mix)    | 04:09 |
| 4.                 | Listen to Your Heart (Swedish Single Edit)   | 05:27 |
| 5.                 | Dangerous                                    | 03:48 |
| 6.                 | It Must Have Been Love (Humberto Gatica Mix) | 04:18 |
| 7.                 | Joyride (Single Edit)                        | 04:22 |
| 8.                 | Fading Like a Flower (Every Time You Leave)  | 03:51 |
| 9.                 | Spending My Time                             | 04:49 |
| 10.                | How Do You Do!                               | 03:09 |
| 11.                | Almost Unreal                                | 03:58 |
| 12.                | Sleeping in My Car (Single Edit)             | 03:34 |
| 13.                | Crash! Boom! Bang! (Single Edit)             | 04:26 |
| 14.                | Run to You                                   | 03:39 |
| 15.                | Wish I Could Fly                             | 03:59 |
| 16.                | Stars                                        | 03:56 |
| 17.                | The Centre of the Heart                      | 03:22 |
| 18.                | Milk and Toast and Honey                     | 04:04 |
| 19.                | A Thing About You                            | 03:51 |
| 20.                | Reveal (opgenomen in 2006)                   | 03:43 |
| Totale duur: 79:36 |                                              |       |